# Grzegorz Roman
Grzegorz Roman (ur. 30 października 1955 w Siemianowicach Śląskich) – polski aktor dziecięcy.

## Życiorys
Jako aktor zadebiutował rolą Adasia Celarskiego w filmie Wyrok (1961). Popularność zyskał dzięki głównej roli w serialu Niewiarygodne przygody Marka Piegusa (1966).
W 1970 porzucił karierę aktorską. Pod koniec lat 80. XX w. wyemigrował do Berlina Zachodniego, później zamieszkał na Wyspach Kanaryjskich. Pracował w branży informatycznej i medycznej oraz w hotelu i jako fotograf w agencji modelek. Jest przewodnikiem turystycznym, czasem zatrudniany jest również jako tłumacz sądowy i policyjny.
Z pierwszą żoną ma dwie córki, Joannę i Monikę. Od 2012 żonaty z Martą.

## Filmografia
- 1961: Wyrok − Adaś Celarski
- 1962: Mój stary
- 1963: Smarkula − chłopak bawiący się wężem ogrodowym
- 1964: Barwy walki − Antek
- 1964: Rachunek sumienia − Rudi, niemieckie dziecko
- 1965: Wizyta u królów
- 1965: Zawsze w niedziele − Kajtek, syn Korbana (cz. 1)
- 1966: Kochankowie z Marony − Józio
- 1966: Niewiarygodne przygody Marka Piegusa − Marek Piegus
- 1966: Pieczone gołąbki − harcerz z kółka fotograficznego
- 1966: Z przygodą na ty − harcerz (odc. 1, 2 i 6)
- 1966: Noc generałów − chłopiec w grupie dzieci dostających od Tanza kanapki
- 1967: Dziadek do orzechów − Krystian Drosselmajer
- 1967: Stawka większa niż życie − chłopiec „prowadzący” grajka (odc. 8)
- 1970: Abel, twój brat − Pakuła